# Parafia św. Józefa w Siedliskach
Parafia św. Józefa w Siedliskach − parafia rzymskokatolicka znajdująca się w diecezji rzeszowskiej w dekanacie Tyczyn. 
Erygowana w 1982 roku.